# Franciszek Janik
Franciszek Wawrzyniec Janik (ur. 7 lipca 1900 w Mszance, zm. 27 grudnia 1975 w Warszawie) – polski pilot balonowy, szybowcowy, konstruktor lotniczy, skoczek spadochronowy, profesor, naukowiec, wykładowca, mechanik, pilot wojskowy, podporucznik rezerwy piechoty i lotnictwa Wojska Polskiego II RP.

## Życiorys
Urodził się 7 lipca 1900 w Mszance k. Gorlic jako syn Wawrzyńca, rolnika. Miał dwie siostry: Annę i Apolonię i brata Marcina. W swojej rodzinnej miejscowości rozpoczął naukę w szkole powszechnej, następnie uczęszczał do gimnazjum im. M. Kromera w Gorlicach. W czasie I wojny światowej jako czternastoletni chłopiec zobaczył przelatujący samolot austro-węgierski, „Albatros”. Od tej pory zafascynował się lotnictwem. W czerwcu 1919 zdał maturę z odznaczeniem i rozpoczął Studia na Wydziale Mechanicznym Politechnice Lwowskiej, gdzie konstruował samoloty, uczył się pilotażu szybowców, opanowując jednocześnie wszystkie dyscypliny sportów powietrznych. W czasie studiów należał do Studenckiego Stowarzyszenia Synów Chłopskich „Posiew”, Bratniej Pomocy i Koła Mechaników. W marcu 1921 roku reaktywował działalność Związku Awiatycznego Studentów Politechniki Lwowskiej, pełniąc w latach 1924–1925 funkcję prezesa. Franciszek Janik wykonał pracę dyplomową nt.: Maszyna parowa stojąca 20 KM do bezpośredniego sprzężenia z generatorem prądu stałego i 9 czerwca 1927 złożył egzamin dyplomowy. Rada Wydziału Mechanicznego Politechniki Lwowskiej na wniosek Komisji Egzaminacyjnej, której przewodniczył prof. Tadeusz Fiedler, nadała Franciszkowi Janikowi akademicki stopień inżyniera mechanika.
Pozostał na uczelni w charakterze starszego asystenta prof. Maksymiliana Hubera, a następnie dr. inż. Zygmunta Fuchsa w Laboratorium Aerodynamiki Politechniki Lwowskiej. Nadzorował budowę tunelu aerodynamicznego do badań naukowych. Jego zdolności naukowe zwróciły uwagę wybitnych konstruktorów broni pancernej, przeniesiono go do Biura Konstrukcyjnego Broni Pancernej Instytutu Badań Inżynierii w Warszawie, gdzie wraz z zespołem w składzie: mjr inż. Władysław Trzeciak, rtm. Edward Karkoz i inż. Edward Habich pracował nad projektem czołgu lekkiego czołgu szybkobieżnego wz. 30. Inż. Franciszek Janik zajmował się rozwiązaniami napędu tego czołgu. Pierwsze dwa prototypy otrzymały oznaczenie TK-1 i TK-2.
W 1930 dyrektor Instytut Badań Technicznych Lotnictwa w Warszawie zatrudnił Franciszka Janika na stanowisko kierownika działu płatowców, którego zadaniem było sprawdzanie i unowocześnienie obliczeń prototypów samolotów i szybowców oraz przeprowadzanie prób statystycznych. W 1933 został pilotem, ukończył szkolenie samolotowe w Aeroklubie Warszawskim.
W 1932 w Szkole Podchorążych Rezerwy Piechoty w Zambrowie ukończył ośmiotygodniowy kurs podoficerów rezerwy dla absolwentów cywilnych szkół średnich i wyższych, z drugą lokatą, uzyskując stopień plutonowego podchorążego rezerwy. Prezydent RP zarządzeniem z 27 stycznia 1933 awansował go do stopnia podporucznika rezerwy ze starszeństwem z dniem 1 września 1932, z lokatą 52. Posiadał przydział mobilizacyjny do 85 pułku piechoty w Nowej Wilejce. Pozostawał na ewidencji Powiatowej Komendy Uzupełnień Warszawa Miasto III. W 1933, z uwagi na bardzo dobre wyniki w szkoleniu lotniczym, przeniesiony został z korpusu oficerów rezerwy piechoty do korpusu oficerów rezerwy aeronautyki i przydzielony w rezerwie do 1 pułku lotniczego w Warszawie.
W 1937 Franciszek Janik w swojej pracy naukowej pod tytułem „Wymagana wytrzymałość samolotu” opisał teorię „krzywej wyrwania” (krzywa obciążeń manewrowych), która została wprowadzona po wojnie do międzynarodowych przepisów ICAO (Organizacja Międzynarodowego Lotnictwa Cywilnego).
Brał udział w Krajowych Zawodach Balonów Wolnych o Puchar im. płk. Wańkowicza w 1935, 1936 i 1937, zwyciężając w 1935 roku ( z por. Stanisławem Łojasiewiczem). W 1938 reprezentował Polskę wraz z kpt. Antonim Januszem w zawodach balonowych w Belgii, gdzie zdobyli Puchar Gordona Bennetta.
We wrześniu 1939 ewakuowany został wraz z Wytwórnią Płatowców nr 1 Państwowych Zakładów Lotniczych (PZL WP-1) z Palucha do Rumunii, a stamtąd przez Jugosławię przedostał się do Francji. We Francji przyjęty został do Wojska Polskiego i przydzielony do batalionu oficerów lotnictwa w Lyon-Bron, w charakterze wykładowcy przedmiotu budowy płatowców i aerodynamiki. Podczas drugiej wojny światowej przebywał w Paryżu i Ankarze, prowadząc prace konstrukcyjne w fabrykach lotniczych, szkolił studentów, inżynierów i lotników.
Po zakończeniu II wojny światowej, 19 października 1946 roku wrócił do kraju, rozpoczynając pracę jako naczelnik w Ministerstwie Odbudowy. Opracował tam plany odbudowy przemysłu budowlanego i inwestycji. Od 1 października 1947 roku podjął pracę w Instytucie Technicznym Lotnictwa, początkowo jako kierownik Działu Aerodynamiki, a następnie został kierownikiem Zakładu Aerodynamiki w Instytucie Lotnictwa, którym kierował do 1959 roku. W lutym 1956 roku razem z konstruktorem motoszybowca Pegaz inż. Tadeuszem Chylińskim złożył wniosek ustanowienia międzynarodowego rekordu na samolocie słabosilnikowym Pegaz w locie na odległość w linii prostej bez lądowania-kategorii FAI(Międzynarodowa Federacja Lotnicza) klasa C-1 lekkich samolotów silnikowych o masie przy starcie poniżej 500 kg. W Instytucie Lotnictwa prowadził montaż tunelu aerodynamicznego o średnicy 1,5 m oraz zaprojektował samostateczną wagę aerodynamiczną. Wiele lat był konsultantem w Zakładzie Wytrzymałości w IL. Na Politechnice Warszawskiej pracował jako wykładowca teorii lotniczej jako konstruktor oraz wykonywał ekspertyzy lotnicze. Opublikował wiele prac naukowych, wiele książek, podręczników i skryptów. Oprócz działalności naukowej był także aktywnym pilotem i skoczkiem spadochronowym. Na emeryturę przeszedł w październiku 1970 roku.
Franciszek Janik zmarł w Warszawie 27 grudnia 1975, został pochowany na Cmentarzu Prawosławnym w Warszawie na Woli – kwatera katolicka (kw. 84-6-11)śp. Franciszek Janik.
Był żonaty z Marią Dominko, z którą mieli dwie córki: Zofię (ur. 1926) i Annę (ur. 1931). 

## Ordery i odznaczenia
- Krzyż Oficerski Orderu Odrodzenia Polski (1964)
- Złoty Krzyż Zasługi (1938)
- Srebrny Krzyż Zasługi (dwukrotnie: 1932 i 11 listopada 1934[5])
- Medal 10-lecia Polski Ludowej (1954)
- Odznaka „Zasłużony Działacz Lotnictwa Sportowego”
- Srebrna Odznaka Szybowcowa nr 736 (1937, przyznana przez FAI)

## Wyróżnienia
- Dyplom Członka Honorowego AW (1958)
- Dyplom za 25-lecie pracy w lotnictwie
- Dyplom honorowy FAI im. Montgolfiera (1960)
- Dyplom honorowy FAI im. P. Tissandiera

## Książki
- Franciszek Janik, Czesław Malinowski, Podstawowa nawigacja lotnicza, Wydawnictwa Komunikacyjne, 1957.

## Upamiętnienie

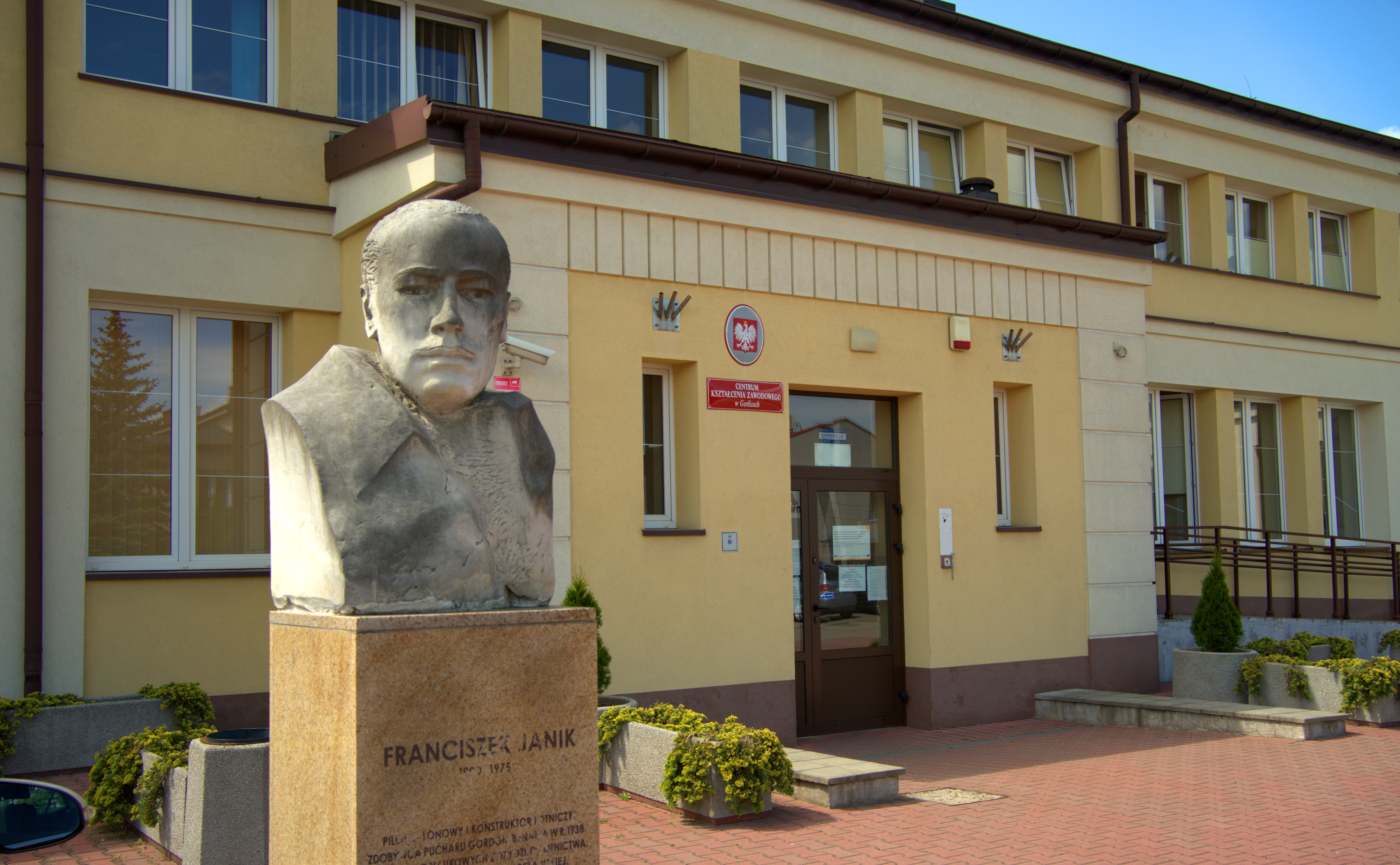
Pomnik przed Centrum Kształcenia Zawodowego w Gorlicach

Dla upamiętnienia zasług jego imieniem nazwano jedną z ulic na osiedlu Gocław w dzielnicy Praga-Południe w Warszawie. 18 kwietnia 2015 odsłonięto w Gorlicach popiersie Franciszka Janika oraz nazwano jego imieniem salę audiowizualną w miejscowym Centrum Kształcenia Praktycznego i Ustawicznego.
W 1995 roku zorganizowano po raz pierwszy Międzynarodowe Zawody Balonowe o Memoriał Franciszka Janika. W 2005 roku w Gorlicach odbyły się Międzynarodowe Zawody balonowe o Memoriał Franciszka Janika z okazji 90-lecia Bitwy Gorlickiej i 650. rocznicy istnienia miasta Gorlice.